# أوزوالدو دي ريفيرو
أوزوالدو دي ريفيرو (بالإسبانية: Oswaldo de Rivero)‏ هو دبلوماسي بيروفي، ولد في 2 أغسطس 1936.